# Serie A2 2002-2003 (pallavolo maschile)
La Serie A2 italiana di pallavolo maschile 2002-2003 si è svolta dal 27 ottobre 2002 al 27 maggio 2003: al torneo hanno partecipato quattordici squadre di club italiane e la vittoria finale è andata per la prima volta all'Associazione Sportiva Pinuccio Capurso Volley Gioia.

## Regolamento
Le squadre hanno disputato un girone all'italiana, con gare di andata e ritorno, per un totale di ventisei giornate; al termine della regular season:
- La prima classificata è promossa in Serie A1.
- Le classificate dal secondo al quinto posto hanno acceduto ai play-off promozione, strutturati in semifinali e finale, entrambe giocate al meglio di due vittorie su tre gare: la vincitrice è promossa in Serie A1.
- Le ultime due classificate sono retrocesse in Serie B1.

## Le squadre partecipanti
Al passaggio del numero di squadre da 16 a 14 contribuirono le numerose defezioni: Roma, proveniente dalla Serie A1, non s'iscrisse, mentre Padova fu ripescata in massima categoria. Alle rinunce di Brescia e Livorno e al ripescaggio di Verona in Serie A1 sopperirono i ripescaggi di Alimenti Sardi Cagliari, Bernardi Trieste e Codyeco Santa Croce. Pallavolo Agnone, Eurosport Cosenza e Samgas Crema erano le neopromosse dalla Serie B.
| Squadra                       | Stagioni in Serie A2 | Allenatore                              | Campo di gioco                           |
| ----------------------------- | -------------------- | --------------------------------------- | ---------------------------------------- |
| Alimenti Sardi Cagliari       | 4                    | Flavio Gulinelli                        | Palazzetto dello Sport di Cagliari       |
| Bernardi Trieste              | 2                    | Kim Ho Chul, poi Luigi Schiavon         | PalaTrieste di Trieste                   |
| Codyeco Santa Croce           | 16                   | Antonio Babini                          | PalaParenti di Santa Croce sull'Arno, PI |
| Casanova D.V.S. Asti          | 11                   | Roberto Fant                            | Palasport di Asti                        |
| Conad Forlì                   | 10                   | Antonio Beccari                         | PalaGalassi di Forlì                     |
| Esse-Ti Carilo Loreto         | 7                    | Alberto Giuliani                        | PalaSerenelli di Loreto, AN              |
| Eurosport Cosenza             | 1                    | Claudio Torchia                         | PalaFerraro di Cosenza                   |
| Pallavolo Agnone              | 1                    | Radovan Malevic                         | Palasport di Vasto, CH                   |
| Raffaele Lamezia Terme        | 6                    | Enzo Valdo                              | Palasport di Lamezia Terme, CZ           |
| Samgas Crema                  | 4                    | Mario Motta                             | PalaBertoni di Crema, CR                 |
| Samia Schio                   | 6                    | Guillermo Taborda, poi Valerio Baldovin | PalaCampagnola di Schio, VI              |
| Telephonica Gioia del Colle   | 10                   | Vincenzo Di Pinto                       | Palasport di Gioia del Colle, BA         |
| Tonno Callipo Vibo Valentia   | 2                    | Nicola Agricola                         | Palasport di Vibo Valentia               |
| Videx Royal Pat Grottazzolina | 7                    | Alessandro Brutti                       | PalaGrottazzolina di Grottazzolina, AP   |

## Classifica
| Pos. | Squadra                       | Pt | G  | V  | P  | SV | SP |
| ---- | ----------------------------- | -- | -- | -- | -- | -- | -- |
| 1.   | Telephonica Gioia del Colle   | 57 | 26 | 21 | 5  | 67 | 35 |
| 2.   | Bernardi Trieste              | 52 | 26 | 18 | 8  | 65 | 40 |
| 3.   | Raffaele Lamezia Terme        | 50 | 26 | 19 | 7  | 62 | 44 |
| 4.   | Alimenti Sardi Cagliari       | 47 | 26 | 16 | 10 | 54 | 43 |
| 5.   | Codyeco Santa Croce           | 45 | 26 | 15 | 11 | 52 | 46 |
| 6.   | Tonno Callipo Vibo Valentia   | 44 | 26 | 14 | 12 | 55 | 47 |
| 7.   | Videx Royal Pat Grottazzolina | 43 | 26 | 15 | 11 | 58 | 51 |
| 8.   | Eurosport Cosenza             | 42 | 26 | 14 | 12 | 52 | 49 |
| 9.   | Conad Forlì                   | 33 | 26 | 10 | 16 | 51 | 59 |
| 10.  | Esse-Ti Carilo Loreto         | 32 | 26 | 10 | 16 | 45 | 55 |
| 11.  | Samia Schio                   | 29 | 26 | 9  | 17 | 40 | 61 |
| 12.  | Samgas Crema                  | 28 | 26 | 7  | 19 | 44 | 65 |
| 13.  | Pallavolo Agnone              | 25 | 26 | 9  | 17 | 47 | 66 |
| 14.  | Casanova D.V.S. Asti          | 19 | 26 | 5  | 21 | 37 | 68 |

| Promossa in Serie A1 | Promossa dopo play-off | Retrocesse in Serie B |

## Risultati

### Tabellone
|                 | Agnone | Asti | Cagliari | Cosenza | Crema | Forlì | Gioia del Colle | Grottazzolina | Lamezia Terme | Loreto | Santa Croce | Schio | Trieste | Vibo Valentia |
| --------------- | ------ | ---- | -------- | ------- | ----- | ----- | --------------- | ------------- | ------------- | ------ | ----------- | ----- | ------- | ------------- |
| Agnone          | XXX    | 3-1  | 3-1      | 2-3     | 3-2   | 3-2   | 1-3             | 1-3           | 2-3           | 3-2    | 2-3         | 1-3   | 1-3     | 2-3           |
| Asti            | 3-1    | XXX  | 1-3      | 1-3     | 3-0   | 1-3   | 2-3             | 1-3           | 2-3           | 3-2    | 0-3         | 1-3   | 2-3     | 0-3           |
| Cagliari        | 3-1    | 3-1  | XXX      | 3-1     | 3-0   | 3-1   | 3-0             | 3-1           | 3-1           | 3-1    | 1-3         | 3-0   | 3-1     | 3-0           |
| Cosenza         | 1-3    | 3-1  | 3-0      | XXX     | 3-1   | 2-3   | 3-2             | 2-3           | 3-0           | 3-1    | 0-3         | 3-0   | 3-1     | 3-0           |
| Crema           | 3-1    | 3-2  | 2-3      | 3-0     | XXX   | 2-3   | 2-3             | 3-1           | 1-3           | 3-1    | 3-1         | 3-2   | 2-3     | 2-3           |
| Forlì           | 2-3    | 3-2  | 3-0      | 1-3     | 3-1   | XXX   | 0-3             | 2-3           | 2-3           | 3-0    | 3-0         | 3-2   | 2-3     | 1-3           |
| Gioia del Colle | 3-1    | 3-0  | 3-2      | 3-0     | 3-0   | 3-1   | XXX             | 3-2           | 3-0           | 3-1    | 3-0         | 3-0   | 3-2     | 3-2           |
| Grottazzolina   | 2-3    | 2-3  | 3-0      | 3-0     | 3-2   | 3-0   | 3-1             | XXX           | 3-1           | 1-3    | 3-2         | 3-1   | 2-3     | 3-1           |
| Lamezia Terme   | 3-1    | 3-1  | 3-1      | 3-2     | 3-2   | 1-3   | 2-3             | 3-1           | XXX           | 3-1    | 3-0         | 3-2   | 3-0     | 3-0           |
| Loreto          | 3-1    | 3-1  | 3-0      | 3-1     | 3-0   | 3-1   | 1-3             | 2-3           | 1-3           | XXX    | 0-3         | 3-0   | 1-3     | 3-2           |
| Santa Croce     | 3-0    | 3-2  | 0-3      | 3-0     | 3-1   | 3-1   | 3-1             | 2-3           | 0-3           | 3-1    | XXX         | 3-1   | 2-3     | 3-2           |
| Schio           | 2-3    | 0-3  | 2-3      | 1-3     | 3-2   | 3-1   | 0-3             | 3-1           | 3-0           | 0-3    | 3-0         | XXX   | 3-2     | 3-2           |
| Trieste         | 3-1    | 3-0  | 3-0      | 2-3     | 3-1   | 3-2   | 3-0             | 3-0           | 2-3           | 3-0    | 3-0         | 3-0   | XXX     | 3-0           |
| Vibo Valentia   | 3-1    | 3-0  | 3-1      | 3-1     | 3-0   | 3-2   | 1-3             | 3-0           | 2-3           | 3-0    | 1-3         | 3-0   | 3-1     | XXX           |

## Play-off Promozione
|  | Semifinali | Semifinali    | Semifinali | Semifinali | Semifinali |  |  | Finale | Finale        | Finale | Finale | Finale |  |
|  |            |               |            |            |            |  |  |        |               |        |        |        |  |
|  | 2          | Trieste       | 3          | 1          | 3          |  |  |        |               |        |        |        |  |
|  | 5          | Santa Croce   | 0          | 3          | 1          |  |  | 2      | Trieste       | 3      | 2      | 3      |  |
|  | 3          | Lamezia Terme | 2          | 3          | 3          |  |  | 3      | Lamezia Terme | 2      | 3      | 0      |  |
|  | 4          | Cagliari      | 3          | 0          | 1          |  |  |        |               |        |        |        |  |